# Gerygone chloronota
Gerygone chloronota là một loài chim trong họ Acanthizidae.